# 政治腐敗

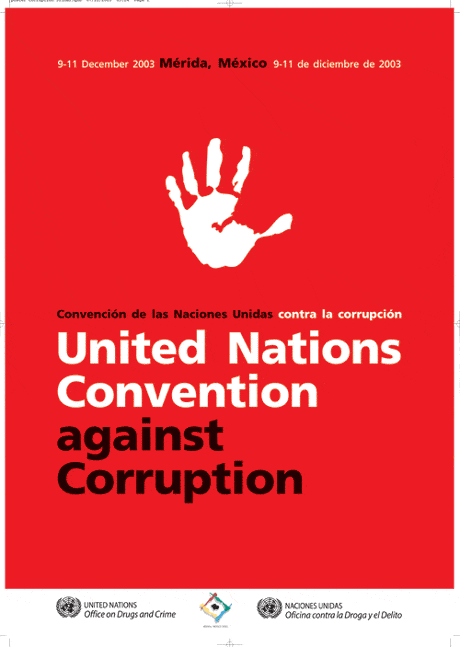
联合国反腐败公约

政治腐敗，通常簡稱腐敗、貪腐、貪污等，指贪官利用公權力或職務之便，牟取特定族群、團體、或個人的經濟、政治、或宗教利益。所有形式的政府都可能在實踐中出現政治腐敗。腐敗的程度可以有天壤之別，從利用影響力作某事而牟利、到機構性行賄、到造假。腐敗有時候跟犯罪集團連繫在一起，協助他們販毒、洗錢、販賣人口、強迫賣淫、誣告構陷異己等。腐敗的定義因不同國家或法律體系而有不同。有些政治募款的行為在一個地方可能合法，卻可能在另一個地方屬非法。

## 歷史
中国古代社会常被稱十官九貪。刘泽华与王兰仲的《论古代中国社会中的贪污》称“西周时已有贪污受贿的记载”。李新说：“廉吏十一，贪吏十九。”南宋中期，黄榦知汉阳军，感叹说：“到此，百怪皆有，真不成世界。以虎狼之暴、盗贼之狡，而当方面之寄，视百姓如草菅，视僚属如奴隶，此岂可入其境哉。”汪藻说：“自崇宁以来，功利之说兴，士大夫不复知有廉耻。赃污之人横行州县，非特不忧绳治，而挟赀谐结者辄得美官。故小人相效，于入仕之初即汲汲乾没，以不能俸外经营为耻。此风相承，至今未殄。”
明太祖朱元璋嚴厲對付貪污的官吏，明朝建立初期，大小官吏貪污滿六十貫即判死刑，朱元璋還喜歡利用剝皮這刑罰伺候這些貪官。
清聖祖康熙對貪污恨之入骨，說，“朕恨貪污之吏，更過於噶爾丹”。但他也曾說：“要杜絕貪污根本不可能”，晚年甚至允許官員貪污，以致政風敗壞，如大臣索額圖、明珠，徐乾學、高士奇等，皆肆無忌憚地貪污公款，當時的民謠說：“九天供賦歸東海（徐乾學），萬國金珠獻澹人（高士奇）”。歷史學家何炳棣研究明清兩朝地方官員的俸祿，直指官員薪俸低微，僅可糊口，縣太爺還要聘請「案牘師爺」、「刑名司爺」，其薪俸全由縣太爺個人支付。故明清兩朝的地方官，能做到畢生清廉的實在不多見，可以說“下官贿以塞上司之口，上司受贿以庇下官之贪，上下相蒙，打成一片”。
纵观任意国家和历史上的起义和革命，其起因都是官吏的政治腐败激起了民愤。所以说世界革命史就是一部打倒贪腐官吏的历史。

## 形式
- 貪污：指政治人物以不正當的手法將公共資金或公共財產以法律未有規定的形式據為己有、利用、或牟利，從而引至其他人的利益受損。其手段包括竊取或侵占公用或公有器材、財物，以及利用職務上之機會，詐取財物。
- 賄賂：賄賂是基於職務上之行為，或基於主管或監督之事務，要求、期約或收受賄賂或其他不正利益，以及藉勢或藉端勒索、勒徵、強占或強募財物。賄賂必須有兩方才能完成：行賄者與受賄者。
- 利益輸送：指政治人物利用其職權的影響力，以綁標或其他非法手段，將公共財產搬予私人。
- 賣官：指政治人物利用其職權的影響力，將其轄下的職位私自販賣，藉以牟利。
- 圍事：指政治人物利用其職權的影響力，私自介入民間企業的經營權爭奪、商業糾紛等，妨礙自由經濟市場的正常運作。
- 高级公务员子女在公营或者私营公司不当取酬，也是一种腐败。

## 政治募款或政治獻金
這些跟賄賂一樣，都是拿錢給政治人物的行為，但政治獻金及政治募款是維持民主政治的必要作為。法律必須制訂標準判斷哪些是政治獻金、哪些是賄賂如果標準或執法有問題，會有以下後果：縱犯貪污政治人物、讓政治人物蒙受不白之冤、商人不敢（公開）捐錢給特定政黨或財團對政治的控制力過強。
政治獻金理論上只有在選舉期間可收，而且收取金額有所限制；但由於法律限制過嚴（政治獻金若要合法，根本無法支付競選所需），因此常見超收或在規定期間以外收受政治獻金，用私人帳戶處理政治獻金也很常見，這些都會引發是否為貪污或收賄的爭議。

## 滋生條件
- 不良的行政體制
  - 決策權力集中於不須對人民負責的人手中
  - 缺少民主機制，或民主機制不運作
- 資訊匱乏
  - 決策過程缺少政府透明度
  - 蔑視或忽視言論自由或新聞自由
- 利誘機會或機制
  - 公有資本的大型投資
  - 低收入的公務員
- 社會條件
  - 自私自利、封閉的菁英階層或太子黨
  - 無文化、冷漠、或愚昧，尤其是對政治選擇權沒有足夠公共意識的民眾
- 法律漏洞
  - 法治不健全
  - 分別政治獻金與賄賂的標準不夠完善、公正
  - 司法單位有意或無意对涉及的政治人物予以纵容，甚至依照政治立場、黨派判決
- 選舉活動不完善
  - 競選活動過於昂貴，但合法政治獻金因為法令過嚴，不能支付所有花費
  - 政府對候選人的補貼過低，競選經費財團金援比例過高
  - 沒有足夠預防賄賂或非法獻金的措施

## 程度測定
沒有直捷了當的統計學方法來測定腐敗的程度。透明國際是一個主要的反腐敗的非政府組織，每年公佈三項指數：清廉指數（Corruption Perceptions Index，CPI，基於專家對不同國家腐敗程度的印象）；行賄指數（Bribe Payers Index，BPI，工業化國家的公司在外國行賄的意願度）；全球腐敗壓力表（Global Corruption Barometer，通過公眾調查訪問獲得其對各國腐敗情況的態度與經歷）。世界銀行也收集一系列的腐敗數據，包括一組行政指數 （页面存档备份，存于）。
2005年透明國際公布159個國家或地區的清廉指數。其中，20個腐敗程度最輕的國家或地區分別是（按清廉順序）：冰島、芬蘭（並列第1）、紐西蘭（位列第3）、丹麥、新加坡、瑞典、瑞士、挪威、澳大利亞、奧地利、荷蘭（並列第11）、英國（位列第11）、盧森堡、加拿大、香港、德國、美國、法國、比利時、愛爾蘭，他們的清廉指數界於9.7至7.4。
16個腐敗程度最重的國家是（按腐敗順序）：乍得（位列第158）、孟加拉（位列第158）、土庫曼斯坦（位列第155）、緬甸（位列第155）、海地（位列第155）、奈及利亞（位列第152）、赤道幾內亞（位列第152）、科特迪瓦（位列第152）、安哥拉、塔吉克斯坦（並列第144）、苏丹（位列第144）、索馬利亞（位列第144）、巴拉圭（位列第144）、巴基斯坦（位列第144）、肯亞（位列第144）、剛果民主共和國（位列第144），他們的清廉指數界於1.7至2.1。
在東亞，香港的清廉指數為8.3，列第15位；台灣的清廉指數為5.9，列第32位；中國大陸的清廉指數為3.2，列第78位。
2011年贪腐印象指数：
- 新西兰9.5分，名列清廉第一
- 丹麦和芬兰以9.4分并列第二
- 瑞典9.3分，第三
- 新加坡9.2分，第四
- 日本8.0分，列第14位
- 美国7.1分，列第24位
- 台湾6.1分
- 中国大陆3.6分，列第75位
- 索马里和首次成为调查对象的朝鲜以1.0分一同垫底，是最腐败的国家

## 被撤換官员最多的国家
根据國際特赦組織2013年公布的相关统计资料，1990－2012年在几个对贪腐量刑最严厉的国家，行政官员年均被追究刑事责任数量如下（单位为“人”）：
极多：
- 中華人民共和國（32727）（总人口13亿7000万）

多：
- 埃塞俄比亚（9727）（总人口9100万）
- 埃及（9150）（总人口8500万）
- 越南（8277）（总人口8800万）

较多：
- 伊朗（7339）（总人口7500万）
- 巴基斯坦（7125）（总人口1.8亿）
- 俄罗斯（6994）（总人口1.4亿）
- 孟加拉国（6442）（总人口1.7亿）
- 印度（6024）（总人口12亿6000万）
- 朝鲜（6006）（总人口2400万）

注释：
1. 一些数据为孤证，无法证实。
2. 中国大陆、伊朗——自1990年以来，是世界上，仅有的两个行政官员被追究刑事责任人数持续递增的国家。
3. 印度——自1990年以来，在人口超过1亿的国家中，是行政官员被追究刑事责任人数降幅最大的国家。

### 腐败形式
- 贿赂
- 裙带关系
- 非法遊說（缺乏大眾監督的情況）

### 良好政府
- 法治
- 透明度
- 責任制

### 反腐機構及措施
- 聯合國反腐敗公約
- 中華人民共和國國家預防腐敗局
- 中华人民共和国最高人民检察院反贪污贿赂总局
- 中国共产党中央纪律检查委员会
- 中华人民共和国各级监察委员会
- 中華人民共和國監察委員會
- 中国共产党纪律检查机关
- 香港廉政公署
- 澳門廉政公署
- 中華民國監察院
- 中華民國最高法院檢察署特別偵查組
- 中華民國法務部廉政署
- 中華民國中央政府和地方政府機關之政風機構
- 韓國國家清廉委員會
- 马来西亚反贪污委员会

### 腐敗案例

#### 马来西亚
- 马来西亚的贪腐
- 一个马来西亚发展有限公司丑闻
- 砂拉越乡区学校太阳能板工程弊案
- 马来西亚濒海战舰丑闻
- 鲉鱼级潜水艇抽佣案
- 国家养牛中心丑闻（养牛案）

#### 中国大陸
- 中國貪污史
- 中华人民共和国贪污案件

#### 香港
- 威遠行動
- 2011年香港僭建風波（「僭建」即粵語違建之義）

#### 澳门
- 歐文龍貪汙案

#### 台湾
- 台灣土地開發公司內線交易案（簡稱：台開案）
- 陳水扁家庭密帳案 （2014年臺灣特偵組宣布查無不法實據，該案部分簽結）
- 高雄捷運外勞弊案
- 台北捷運文湖線弊案
- 2012年台灣林益世索賄案
- 2010年台北市國際花卉博覽會弊案
- 舞台劇《夢想家》弊案

#### 菲律宾
- 费迪南德·马科斯夫妇貪汙案

#### 韩国
- 2016年韩国政治丑闻

#### 日本
- 日本战后四大丑闻

### 影视作品
- 《人民的名义》
- 《反贪风暴》

## 延伸閱讀
- 丁學良：〈對付官僚腐敗和特權的四種辦法 （页面存档备份，存于）〉。